# Kanton Le Bar-sur-Loup
Der Kanton Le Bar-sur-Loup war bis 2015 ein französischer Wahlkreis im Arrondissement Grasse, im Département Alpes-Maritimes und in der Region Provence-Alpes-Côte d’Azur. Hauptort (frz.: chef-lieu) war Le Bar-sur-Loup.
Der Kanton war 175,40 km² groß und hatte 35.868 Einwohner (Stand 2012).

## Gemeinden
| Gemeinde            | Einwohner (Stand: 2022) | Code postal | Code Insee |
| ------------------- | ----------------------- | ----------- | ---------- |
| Le Bar-sur-Loup     | 2960                    | 06620       | 06010      |
| Caussols            | 322                     | 06460       | 06037      |
| Châteauneuf-Grasse  | 3765                    | 06740       | 06038      |
| Courmes             | 108                     | 06620       | 06049      |
| Gourdon             | 365                     | 06620       | 06068      |
| Opio                | 2408                    | 06650       | 06089      |
| Roquefort-les-Pins  | 7284                    | 06330       | 06105      |
| Le Rouret           | 4198                    | 06650       | 06112      |
| Tourrettes-sur-Loup | 4126                    | 06140       | 06148      |
| Valbonne            | 12.389                  | 06560       | 06152      |